# Estis

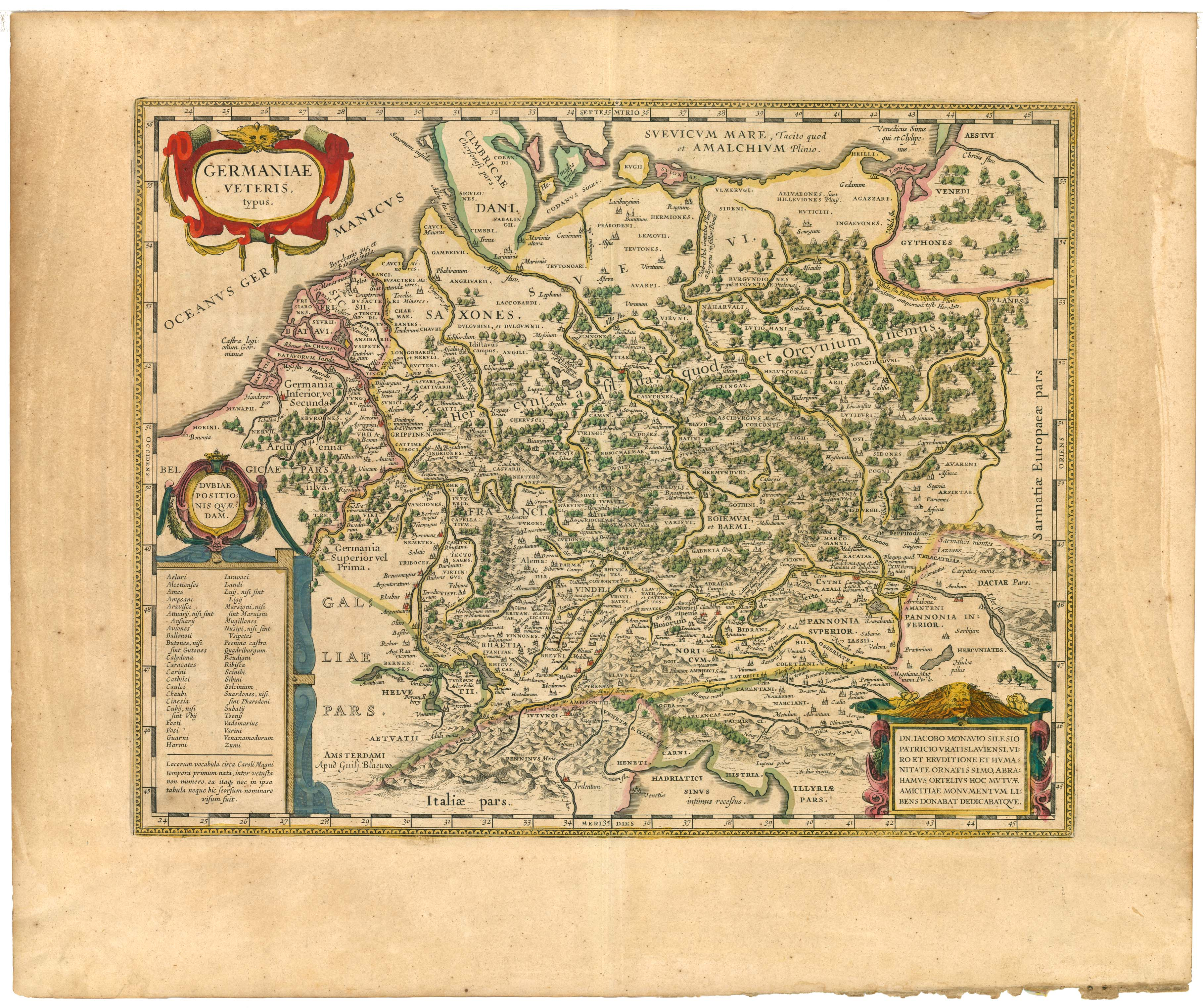
Germaniae veteris typs (mapa històric de l'antiga Germania), Aesti i Venedi al cantó superior dret.

Els estis (en llatí Aestii o Aestui) eren un poble germànic format per diverses tribus (Aestuorum gentes), esmentat per Tàcit a Germània.
Diu que vivien al nord-est de Germània i al sud-est de la mar Bàltica, ocupant l'antiga Prússia i Curlàndia. Eren semblants als suions en els costums i les formes de vestir. Adoraven la Mare dels déus, i en el seu honor portaven imatges de senglars que els protegien quan feien la guerra. No feien servir amb gaire freqüència armes de ferro, i treballaven la terra més que cap altra tribu germànica. Tàcit diu que la llengua que parlaven era més propera a la dels angles que la que usaven els seus veïns. Recollien ambre a les seves costes, que venien als romans, però no en coneixien el valor i se sorprenien dels diners que en rebien. L'anomenaven glessum en llatí, que després va passar al gòtic, glass, és a dir, 'vidre'.
El seu nom sembla que volia dir 'homes de l'est' i serien els ancestres dels estonians.